# Кох, Марко
Марко Кох (нем. Marco Koch; род. 25 января 1990, Дармштадт, Гессен) — немецкий пловец, специализирующийся в плавании брассом. Чемпион мира 2015 года.

## Биография
Родился в городе Дармштадт, Германия. Впервые стал известен после Чемпионата Европы по водным видам спорта 2012 года в Дебрецене. Участвовал на дистанции 200 метров брассом. В первом раунде, проплыв дистанцию за 2:12,48 минуты, занял общее 3 место и вышел в полуфинал. В полуфинале, проплыв за 2:10,92 минуты, занял общее 2 место и вышел в финал. В финале, проплыв за 2:09,26 минуты, выиграл серебряную медаль.
Участвовал на Чемпионате мира по водным видам спорта 2013 года в Барселоне. Плыл на дистанции 200 метров брассом. В первом раунде, проплыв за 2:09,39 минуты, занял общее первое место и вышел в полуфинал. В полуфинале, проплыв за 2:08,61 минуты, занял общее второе место и вышел в финал. В финале, проплыв за 2:08,54, завоевал серебряную медаль.
На домашнем чемпионате Европы по водным видам спорта 2014 года в Берлине завоевал золотую медаль на дистанции 200 метров брассом. В первом раунде, проплыв за 2:09,11 минуты, занял общее первое место и вышел в полуфинал. В полуфинале, проплыв за 2:08,83 минуты, занял второе общее место и вышел в финал. В финале, проплыв за 2:07,47, выиграл золотую медаль и установил рекорд чемпионатов Европы.
Участвовал на чемпионате мира по водным видам спорта 2015 года в Казани. Плыл на дистанции 200 метров брассом. В первом раунде, проплыв за 2:09,12 минуты, занял общее первое место и вышел в полуфинал. В полуфинале, проплыв за 2:08,34 минуты, занял общее второе место и вышел в финал. В финале, проплыв за 2:07,76 минуты, выиграл первую золотую медаль на чемпионатах мира.